# Farářství
Farářství (niem. Farastwy) – część hradeckiej dzielnicy Pražské Předměstí.

## Geografia i przyroda

### Położenie
Farářství jest położone na obszarze Kotliny Czeskiej, w południowo-wschodniej oraz południowej części dzielnicy Pražské Předměstí. Jego współrzędne geograficzne: 50° 11' 55.342" długości geograficznej wschodniej oraz 15° 48' 28.617" szerokości geograficznej północnej (kamienny cokół zabytkowego krzyża).

### Hydrologia
Miejscowość leży w dorzeczu Łaby, która płynie na wschodniej stronie od Farářství. Na jego terenie, z wyjątkiem Łaby, nie ma większych cieków wodnych ani naturalnych czy sztucznych zbiorników wodnych. Tylko za ogrodami na południowy zachód jest mały staw po byłej kopalni piasku i w pobliżu Łaby Farské jezero, byłe ślepe ramię tej rzeki.

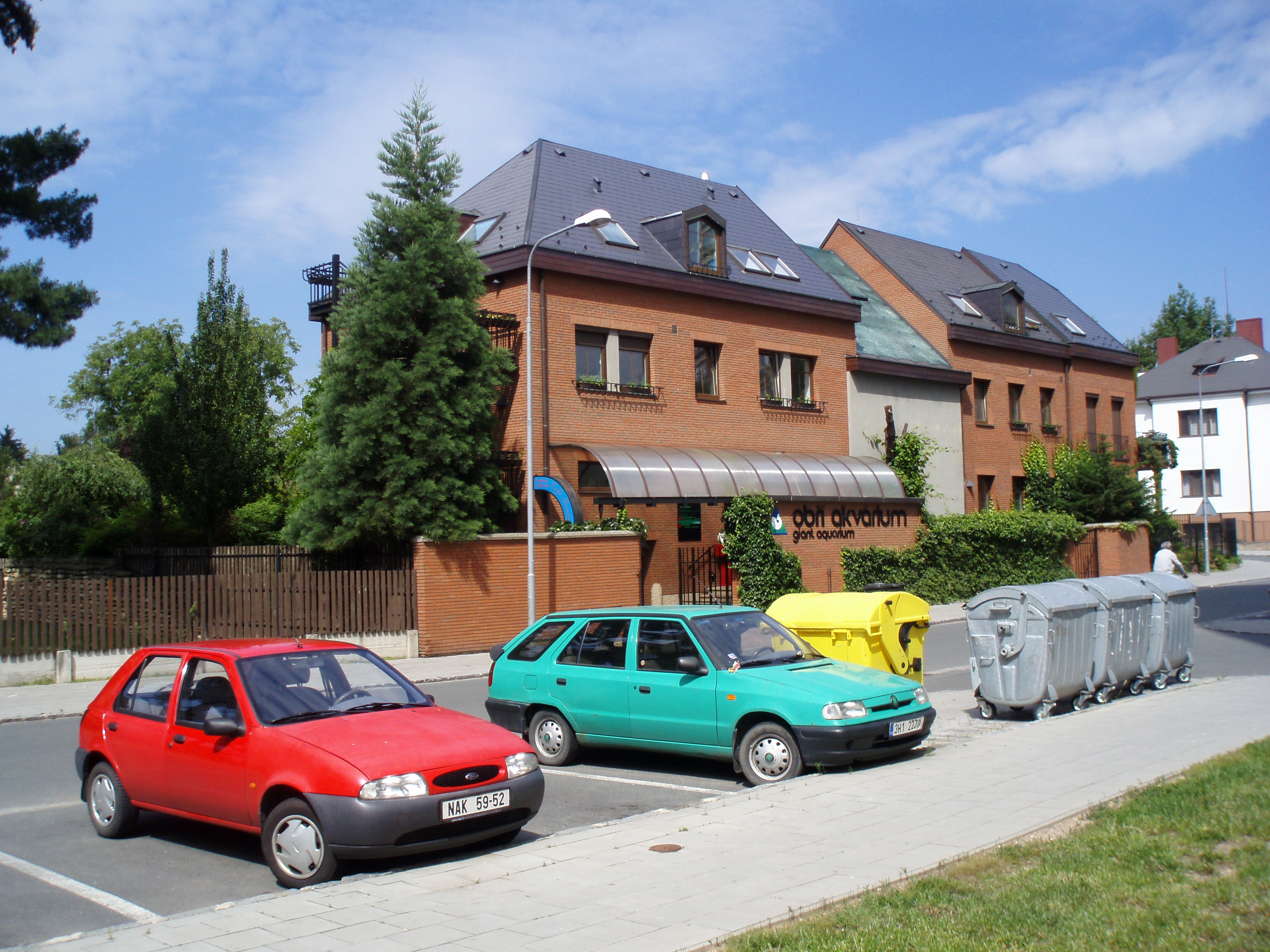
Giant Aquarium

### Geologia
W większości przeważają plejstoceńskie piaski i żwiry o zróżnicowanej granulacji oraz składzie mineralnym, które mieszają się z inundacyjnymi osadami holocenu.

### Fauna i flora
Lokalna fauna i flora składa się z typowych gatunków Europy Środkowej. Znaczną powierzchnię stanowią dziś ogrody oraz obszary zabudowane. Z byłych bagien oraz kilku stawów do dziś prawie nic nie zostało.

### Ochrona przyrody
Tutaj nie znajdują się obszary chronione.

## Demografia

### Liczba ludności
| Rok             | 1869                              | 1910                              |
| --------------- | --------------------------------- | --------------------------------- |
| Liczba ludności | 192 (+ Červený Dvůr oraz Rybárny) | 284 (+ Červený Dvůr oraz Rybárny) |

## Historia

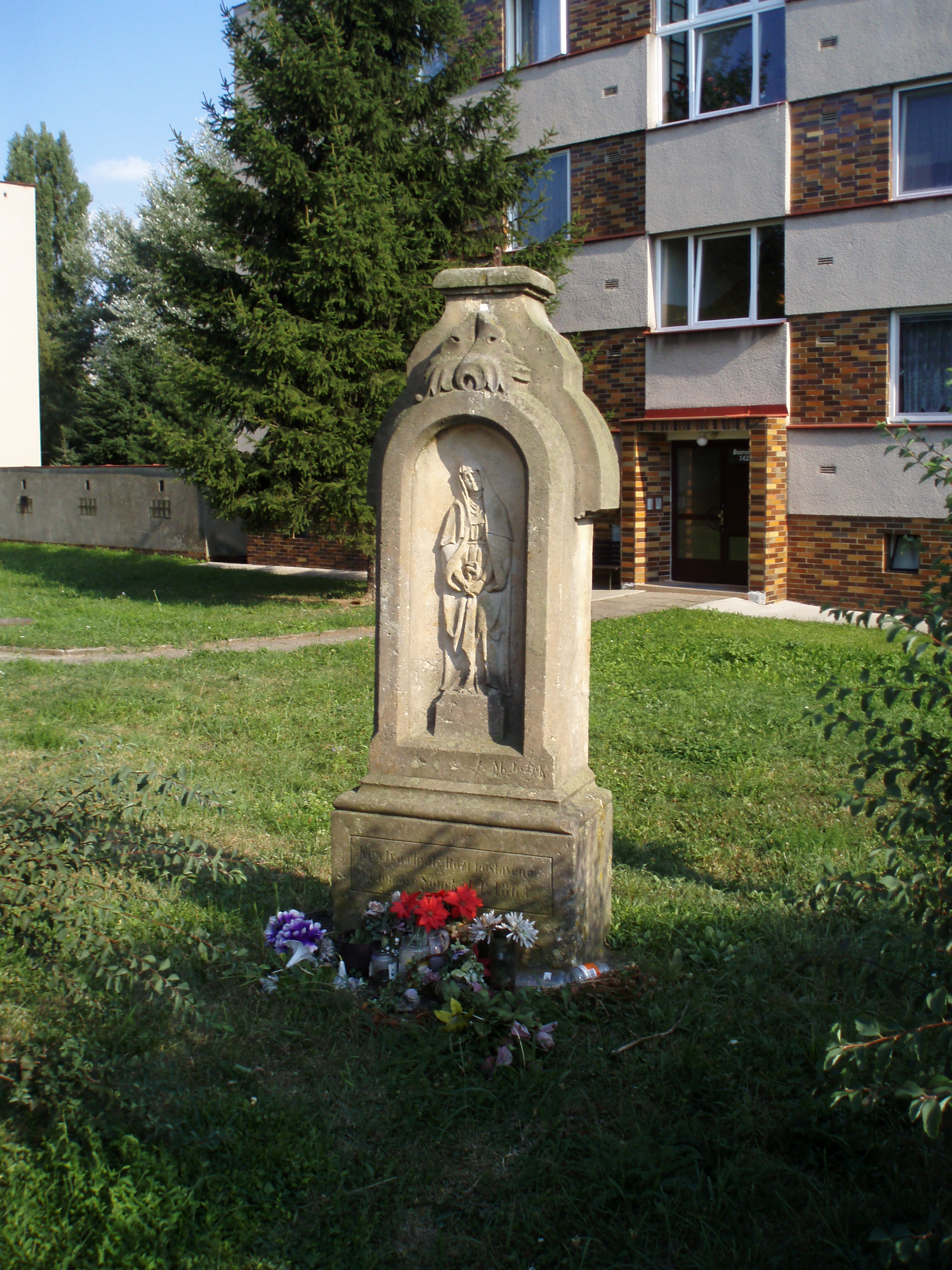
Kamienny cokół zabytkowego krzyża

Nazwa Farářství powstała zgodnie z jej założeniem na gruntach parafialnych. Historia miejscowości tej nie jest zbyt długa i urozmaicona. Farářství było w okresie prehistorycznym oraz we wczesnym średniowieczu puste, a to z powodu gęstego zalesienia oraz istnienia torfowiskowego, stale podmokłego terenu wraz z licznymi ślepymi ramionami Łaby.
Wtedy był najbardziej znaną częścią tego terenu las Farářství. Ten został wycięty dopiero w XVIII w. W tym czasie zaczęła się pojawiać osada o tej samej nazwie.
Po założeniu Przedmieścia Kuklen (niem. Vorstadt Kuklena) Farářství zostało jego częścią. Większość gruntów należało do Dworu Šostenskiego lub do klasztoru minorytów.
W 1778 r. Maria Teresa Habsburg, cesarzowa rzymsko-niemiecka, nakazała w zakresie raabizacji, czyli reformy polegającej na zamianie roboty pańszczyźnianej na czynsz pieniężny, podzielenie majątku Dworu Šostenskiego i przypisanie jego części do bezrolnych za dziedziczną opłatę dzierżawną. W 1783 r. otrzymali ziemię pod lasem Farářství obywatele Kuklen, w tym np. Jan Náhlík, Karel Janoušek, Bernard Štěpán oraz Matěj Vitoušek. Las Farářství oraz staw pozostały majątkiem minorytów. Następnie, w wyniku reform józefińskich, połączone Kukleny oraz Pražské Předměstí w ramach jednej gminy katastralnej. W 1789 r. został zamknięty kuklenski klasztor minorytów i następnego roku las Farářství został przekazany w ręce Josefa Vostiny (w dokumentach również nosił nazwisko Wostina), i to za 1.800 zł. Ze zgodą miasta zlikwidował lokalną bażantarnię i wkrótce Vostinus w części wyrąbanego lasu zbudował obecny Czerwony Dwór.
Mieszkańcy zburzonego Przedmieścia Praskiego przenieśli się do okolicy stawu Farářství, gdzie założyli małą osadę o tej samej nazwie, która już w 1826 r. miała 104 mieszkańców w 17 domach. Od tej pory Farářství składało się z Czerwonego Dworu oraz Rybáren. Początkowo należało do Kuklen, w latach 1889–1942 do Przedmieścia Praskiego i od 1942 r. do dziś do miasta Hradec Králové.
Rozwój Farářství został zakłócony przez kilka wojen (wojna 1866, I wojna światowa, II wojna światowa). Wielu mieszkańców zostało poszkodowanych na skutek podtopień i zalań oraz huraganów (4 lipca 1929). Jednak wieś podwoiła się i nadal rosła. Sieć wodociągowa została jednak zbudowana dopiero w 1963 r.

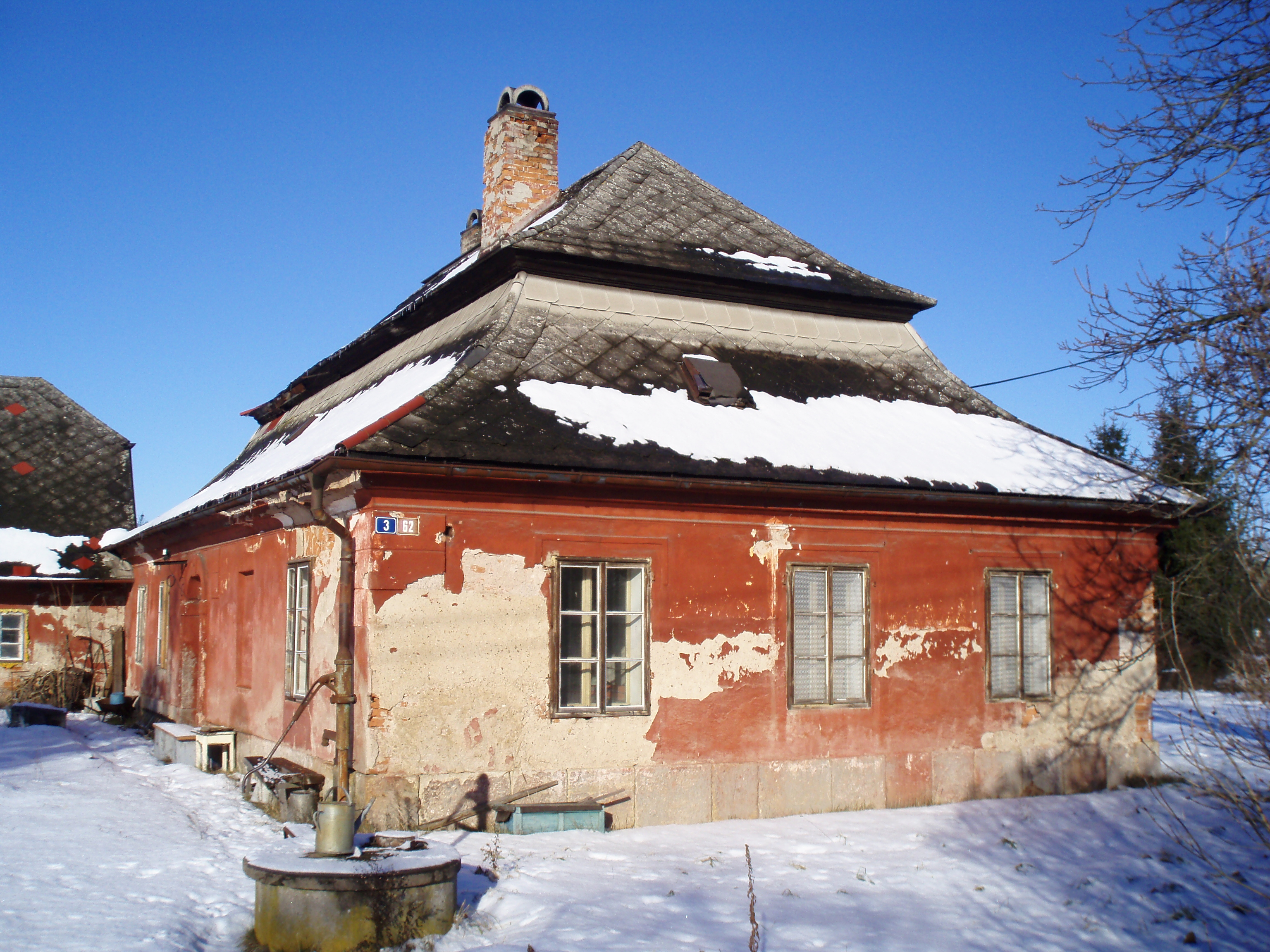
Czerwony Dwór

Centrum lokalnego życia kulturalnego i społecznego mieściło się w kilka lokalnych restauracjach, zwłaszcza w tej, która należała do Eduarda Panenki. Tutaj na przykład spotykali się do końca lat 40. XX w. członkowie spółdzielni „Hospodářské, nájemní, úsporné a stavební družstvo ve Farářství“. Regularnie grywały tutaj także amatorskie teatrzyki miejscowe oraz z okolicy.
W odniesieniu do ważnych postaci, należy zauważyć, że tu od 1934 r. mieszkał tu czeski malarz Jindra Vlček.

## Zabytki
- Budynki Czerwonego Dworu z 1789 r.
- Zabytkowy krzyż kamienny z 1878 r. u Czerwonego Dworu
- Dzwonniczka
- Kamienny cokół zabytkowego krzyża z 1863 r.
- Drewniany dom na ulicy Na Rybárně
- Rzeźba św. Jana Nepomucena z 1844 r. (ogród domu nr 1646 na ulicy Medkovej)
- Willa Františka Sternwalda z lat 1940–1941 (ulica Baarova nr 1151; architekt Gustav Louženský)[9]
- Rodzinny dom Karla oraz Jaroslavy Cee (ulica Seydlerova 125; architekt Karel Horák, 1935)
- Olbrzymie Akwarium Dom Envi z 1998 r.